# Tim Cassel
Tim Cassel (* 9. September 1972 in Eutin) ist ein ehemaliger deutscher Fußballtorhüter und heutiger -funktionär. Der gebürtige Ostholsteiner kam unter anderem für den VfB Lübeck zu mehreren Einsätzen in der 2. Fußball-Bundesliga und ist derzeit als Geschäftsführer des Schleswig-Holsteinischen Fußballverbandes tätig.

## Karriere
Cassel begann in seiner Jugend das Fußballspielen beim TSV Malente und spielte im Seniorenbereich für den TSV Pansdorf, den SV Sereetz und den TuS Hoisdorf, ehe er 2001 zum damaligen Regionalligisten VfB Lübeck wechselte. Bei den Lübeckern war er stets Ersatztorhüter und kam in der Regionalliga-Saison erst am letzten Spieltag gegen den Dresdner SC zum Einsatz, als der Aufstieg des VfB in die 2. Bundesliga bereits feststand. In der ersten Zweitligasaison der Lübecker gab Cassel sein Profi-Debüt am 18. Oktober 2002 gegen den MSV Duisburg. Bei einem Zusammenprall mit dem Duisburger Kapitän Carsten Wolters verletzte sich der VfB-Torhüter jedoch bereits vor der Halbzeitpause und fiel mit einem Schienbeinbruch auch für die kommenden Monate aus. 2003/04 kam er zwei weitere Male für den VfB zum Einsatz, absolvierte aber einzig beim Heimspiel gegen den FSV Mainz 05 einen Einsatz über die vollen 90 Minuten.
Im Anschluss war der Soziologiestudent noch für einige Spielzeiten beim Meiendorfer SV sowie bei Eintracht Norderstedt aktiv. Er promovierte 2006 mit seiner Dissertation Das Feld des Fußballsports. Eine sozial- und kulturgeschichtliche Untersuchung zu den Anfängen des Fußballs in Schleswig-Holstein 1890-1914 und engagierte sich nach dem Ende seiner Spielerkarriere als Funktionär beim Schleswig-Holsteinischen Fußballverband. Seit 2017 ist er Geschäftsführer des Verbandes.

## Werke
- Tim Cassel: Das Feld des Fußballsports. Eine sozial- und kulturgeschichtliche Untersuchung zu den Anfängen des Fußballsports in Schleswig-Holstein 1890–1914, Dissertation, Hamburg 2006